# Табит, Хашим
Хашим Табит (англ. Hasheem Thabeet), урождённый Хашим Табит Манка (англ. Hashim Thabit Manka; родился 16 февраля 1987 года в Дар-эс-Саламе) — танзанийский профессиональный баскетболист, играющий на позиции центрового. Был выбран в первом раунде под общим вторым номером на драфте НБА 2009 года командой «Мемфис Гриззлис». Табит стал первым уроженцем Танзании, выбранным на драфте НБА. Также Хашим является единственным вторым номером драфта, отправленным в Д-лигу.

## Биография

### Ранние годы
Хашим Табит родился и вырос в крупнейшем городе Танзании, Дар-эс-Саламе. В детстве он увлекался футболом, а баскетболом занялся в 13-14 лет, когда тренер детской баскетбольной команды пригласил высокого юношу (в то время рост Хашима составлял около 190 см) на тренировку.
Решив продолжить занятия баскетболом в США, Хашим по Интернету нашёл американского тренера, готового взять его в команду. В 2005 году он прибыл в Хьюстон, штат Техас, и поступил в выпускной класс общественной христианской школы Сайпресс. На первой тренировке Табит поразил тренеров и партнёров по команде своим огромным ростом (тогда он составлял около 220 см), однако его игровые качества были на очень низком уровне. Под руководством Крэйга Кливленда, главного тренера баскетбольной команды школы Сайпресс, Хашим стремительно прогрессировал и завершил свой единственный сезон в школьном чемпионате с хорошими показателями: около 16 очков, 10 подборов и 4 блок-шота в среднем за игру.

### Колледж
В 2006 году Табит получил спортивную стипендию в Университете Коннектикута. Он стал самым высоким игроком в истории университетской баскетбольной команды. Тренер Джим Кэлхун, воспитавший многих будущих звёзд НБА, сразу же доверил Хашиму место в стартовой пятёрке. В своём дебютном сезоне Табит сыграл 31 игру (все в стартовой пятёрке), в среднем набирая 6,2 очков и делая 6,4 подборов и 3,8 блок-шотов. По итогам сезона 2006/2007 он вошёл в символическую сборную новичков конференции Биг-Ист, также в том сезоне Хашим повторил командный рекорд, принадлежавший Доньеллу Маршаллу и Эмеке Окафору, по количеству блок-шотов в одной игре — 10.
Во втором сезоне в колледже Табит сыграл в 33 играх, в которых в среднем набирал 10,5 очков, делал 7,9 подборов и 4,5 блок-шота. В одном из матчей чемпионата он повторил достижение — 10 блок-шотов в одной игре. По итогам сезона он был признан лучшим оборонительным игроком студенческого чемпионата по версии Национальной ассоциации баскетбольных тренеров, а также лучшим оборонительным игроком конференции Биг-Ист и был включён во вторую символическую сборную конференции.
Третий сезон в колледже Табит закончил с дабл-даблом в среднем за игру: 13,6 очков, 10,8 подборов и 4,2 блок-шота. По итогам сезона он вновь был признан лучшим оборонительным игроком студенческого чемпионата по версии Национальной ассоциации баскетбольных тренеров и лучшим оборонительным игроком конференции Биг-Ист, а также разделил с Деджуаном Блэром звание лучшего игрока года в конференции Биг-Ист и вошёл во вторую символическую сборную лучших игроков студенческого чемпионата.
После трёх сезонов в команде Университета Коннектикута Табит вышел на второе место по количеству блок-шотов в истории конференции Биг-Ист, его показатель 243 лишь на пять блок-шотов ниже рекорда знаменитого центрового Патрика Юинга.

### НБА
14 апреля 2009 года Табит объявил о своём решении пропустить последний сезон в колледже и выставить свою кандидатуру на драфт НБА. 25 июня 2009 года Хашим был выбран на драфте под вторым номером командой «Мемфис Гриззлис». 19 июля 2009 года он подписал свой первый профессиональный контракт на два года, за которые он получил около 7,7 миллионов долларов.
15 марта 2012 года Табит вместе с Джонни Флинном и правом выбора во втором раунде будущего драфта был обменян в «Портленд Трэйл Блэйзерс» на Маркуса Кэмби.
11 июля 2012 года Хашим подписал контракт с «Оклахома-Сити Тандер». 26 ноября 2012 года в игре против «Шарлотт Бобкэтс», завершившейся победой «Тандер» со счётом 114-69, Табит, набрав 13 очков и собрав 10 подборов, сделал свой первый дабл-дабл в НБА.

## Статистика

### Статистика в НБА
| Сезон                                                                                    | Команда       | Регулярный сезон | Регулярный сезон | Регулярный сезон | Регулярный сезон | Регулярный сезон | Регулярный сезон | Регулярный сезон | Регулярный сезон | Регулярный сезон | Регулярный сезон | Регулярный сезон | Серия плей-офф | Серия плей-офф | Серия плей-офф | Серия плей-офф | Серия плей-офф | Серия плей-офф | Серия плей-офф | Серия плей-офф | Серия плей-офф | Серия плей-офф | Серия плей-офф |
| Сезон                                                                                    | Команда       | GP               | GS               | MPG              | FG%              | 3P%              | FT%              | RPG              | APG              | SPG              | BPG              | PPG              | GP             | GS             | MPG            | FG%            | 3P%            | FT%            | RPG            | APG            | SPG            | BPG            | PPG            |
| ---------------------------------------------------------------------------------------- | ------------- | ---------------- | ---------------- | ---------------- | ---------------- | ---------------- | ---------------- | ---------------- | ---------------- | ---------------- | ---------------- | ---------------- | -------------- | -------------- | -------------- | -------------- | -------------- | -------------- | -------------- | -------------- | -------------- | -------------- | -------------- |
| 2009/10                                                                                  | Мемфис        | 68               | 13               | 13,0             | 58,8             | -                | 58,1             | 3,6              | 0,2              | 0,2              | 1,3              | 3,1              | Не участвовал  | Не участвовал  | Не участвовал  | Не участвовал  | Не участвовал  | Не участвовал  | Не участвовал  | Не участвовал  | Не участвовал  | Не участвовал  | Не участвовал  |
| 2010/11                                                                                  | Мемфис        | 45               | 0                | 8,2              | 43,6             | -                | 54,3             | 1,7              | 0,1              | 0,2              | 0,3              | 1,2              | Не участвовал  | Не участвовал  | Не участвовал  | Не участвовал  | Не участвовал  | Не участвовал  | Не участвовал  | Не участвовал  | Не участвовал  | Не участвовал  | Не участвовал  |
| 2010/11                                                                                  | Хьюстон       | 2                | 0                | 2,1              | 0,0              | -                | -                | 0,0              | 0,0              | 0,0              | 0,5              | 0,0              | Не участвовал  | Не участвовал  | Не участвовал  | Не участвовал  | Не участвовал  | Не участвовал  | Не участвовал  | Не участвовал  | Не участвовал  | Не участвовал  | Не участвовал  |
| 2011/12                                                                                  | Хьюстон       | 5                | 0                | 4,6              | 100,0            | -                | -                | 1,4              | 0,0              | 0,0              | 0,4              | 1,2              | Не участвовал  | Не участвовал  | Не участвовал  | Не участвовал  | Не участвовал  | Не участвовал  | Не участвовал  | Не участвовал  | Не участвовал  | Не участвовал  | Не участвовал  |
| 2011/12                                                                                  | Портленд      | 15               | 3                | 7,7              | 44,4             | -                | 65,0             | 2,3              | 0,0              | 0,1              | 0,5              | 1,9              | Не участвовал  | Не участвовал  | Не участвовал  | Не участвовал  | Не участвовал  | Не участвовал  | Не участвовал  | Не участвовал  | Не участвовал  | Не участвовал  | Не участвовал  |
| 2012/13                                                                                  | Оклахома-Сити | 66               | 4                | 11,7             | 60,4             | -                | 60,4             | 3,0              | 0,2              | 0,5              | 0,9              | 2,4              | 4              | 0              | 6,5            | 50,0           | -              | -              | 1,5            | 0,0            | 0,3            | 0,0            | 0,5            |
| 2013/14                                                                                  | Оклахома-Сити | 23               | 0                | 8,4              | 56,5             | -                | 20,0             | 1,7              | 0,0              | 0,2              | 0,4              | 1,2              | 2              | 0              | 3,7            | -              | -              | -              | 0,0            | 0,0            | 0,0            | 0,0            | 0,0            |
|                                                                                          | Всего         | 224              | 20               | 10,5             | 56,7             | -                | 57,8             | 2,7              | 0,1              | 0,3              | 0,8              | 2,2              | 6              | 0              | 5,5            | 50,0           | -              | -              | 1,0            | 0,0            | 0,2            | 0,0            | 0,3            |
| Наведите курсор мыши на аббревиатуры в заголовке таблицы, чтобы прочесть их расшифровку. |               |                  |                  |                  |                  |                  |                  |                  |                  |                  |                  |                  |                |                |                |                |                |                |                |                |                |                |                |

### Статистика в Джи-Лиге
| Сезон                                                                                    | Команда                   | Регулярный сезон | Регулярный сезон | Регулярный сезон | Регулярный сезон | Регулярный сезон | Регулярный сезон | Регулярный сезон | Регулярный сезон | Регулярный сезон | Регулярный сезон | Регулярный сезон | Серия плей-офф | Серия плей-офф | Серия плей-офф | Серия плей-офф | Серия плей-офф | Серия плей-офф | Серия плей-офф | Серия плей-офф | Серия плей-офф | Серия плей-офф | Серия плей-офф |
| Сезон                                                                                    | Команда                   | GP               | GS               | MPG              | FG%              | 3P%              | FT%              | RPG              | APG              | SPG              | BPG              | PPG              | GP             | GS             | MPG            | FG%            | 3P%            | FT%            | RPG            | APG            | SPG            | BPG            | PPG            |
| ---------------------------------------------------------------------------------------- | ------------------------- | ---------------- | ---------------- | ---------------- | ---------------- | ---------------- | ---------------- | ---------------- | ---------------- | ---------------- | ---------------- | ---------------- | -------------- | -------------- | -------------- | -------------- | -------------- | -------------- | -------------- | -------------- | -------------- | -------------- | -------------- |
| 2009/10                                                                                  | Дакота Уизардс            | 6                | 4                | 31,4             | 50,0             | -                | 69,0             | 11,2             | 0,7              | 0,7              | 3,2              | 13,8             | Не участвовал  | Не участвовал  | Не участвовал  | Не участвовал  | Не участвовал  | Не участвовал  | Не участвовал  | Не участвовал  | Не участвовал  | Не участвовал  | Не участвовал  |
| 2010/11                                                                                  | Рио-Гранде Вэллей Вайперс | 6                | 5                | 28,0             | 61,5             | -                | 57,1             | 8,0              | 0,7              | 0,8              | 2,7              | 10,0             | 1              | 1              | 22,4           | 0,0            | -              | 75,0           | 6,0            | 2,0            | 0,0            | 1,0            | 3,0            |
| 2014/15                                                                                  | Гранд-Рапидс Драйв        | 49               | 43               | 22,4             | 59,1             | -                | 65,7             | 6,2              | 0,3              | 0,4              | 2,4              | 8,6              | Не участвовал  | Не участвовал  | Не участвовал  | Не участвовал  | Не участвовал  | Не участвовал  | Не участвовал  | Не участвовал  | Не участвовал  | Не участвовал  | Не участвовал  |
| 2019/20                                                                                  | Форт-Уэйн Мэд Энтс        | 9                | 2                | 16,5             | 57,7             | -                | 60,0             | 4,3              | 0,7              | 0,2              | 1,7              | 4,0              | Не участвовал  | Не участвовал  | Не участвовал  | Не участвовал  | Не участвовал  | Не участвовал  | Не участвовал  | Не участвовал  | Не участвовал  | Не участвовал  | Не участвовал  |
|                                                                                          | Всего                     | 70               | 54               | 22,9             | 58,0             | -                | 65,4             | 6,5              | 0,4              | 0,4              | 2,4              | 8,6              | 1              | 1              | 22,4           | 0,0            | -              | 75,0           | 6,0            | 2,0            | 0,0            | 1,0            | 3,0            |
| Наведите курсор мыши на аббревиатуры в заголовке таблицы, чтобы прочесть их расшифровку. |                           |                  |                  |                  |                  |                  |                  |                  |                  |                  |                  |                  |                |                |                |                |                |                |                |                |                |                |                |

### Статистика в NCAA
| Сезон | Команда     | Conf     | Class | GP  | GS | MPG  | FG%  | 3P% | FT%  | RPG  | APG | SPG | BPG | PPG  |
| --- | ----------- | -------- | ----- | --- | -- | ---- | ---- | --- | ---- | ---- | --- | --- | --- | ---- |
| 2006/07 | Коннектикут | Big East | FR    | 31  | 31 | 24,6 | 55,4 | -   | 51,3 | 6,4  | 0,4 | 0,2 | 3,8 | 6,2  |
| 2007/08 | Коннектикут | Big East | SO    | 33  | 32 | 31,0 | 60,3 | -   | 69,8 | 7,9  | 0,4 | 0,3 | 4,5 | 10,5 |
| 2008/09 | Коннектикут | Big East | JR    | 36  | 36 | 31,8 | 64,0 | -   | 62,7 | 10,8 | 0,5 | 0,6 | 4,2 | 13,6 |
| Всего | Всего       | Всего    | Всего | 100 | 99 | 29,3 | 61,1 | -   | 62,5 | 8,5  | 0,4 | 0,4 | 4,2 | 10,3 |
| Наведите курсор мыши на аббревиатуры в заголовке таблицы, чтобы прочесть их расшифровку Статистика приведена с сайта sports-reference.com |             |          |       |     |    |      |      |     |      |      |     |     |     |      |

### Статистика в других лигах
| Сезон | Команда             | Лига                          | GP | GS | MPG  | FG%  | 3P% | FT%  | RPG  | APG | SPG | BPG | PFL | TOV | PPG  |
| --- | ------------------- | ----------------------------- | -- | -- | ---- | ---- | --- | ---- | ---- | --- | --- | --- | --- | --- | ---- |
| 2017/18 | Йокогама Би-Корсэрс | Би лига                       | 62 | 47 | 23,7 | 56,1 | 0,0 | 61,9 | 8,4  | 0,8 | 0,9 | 2,3 | 3,1 | 1,9 | 13,1 |
| 2022/23 | Сычуань Блю Уэйлс   | КБА                           | 3  | 2  | 17,7 | 57,9 | -   | 53,3 | 8,7  | 1,0 | 1,3 | 3,7 | 1,3 | 2,3 | 10,0 |
| 2023/24 | Паци                | Квалификация Африканской лиги | 4  | 4  | 34,0 | 63,0 | 0,0 | 36,4 | 11,3 | 0,8 | 0,8 | 2,8 | 4,3 | 2,0 | 9,5  |
| Всего | Всего               | Всего                         | 69 | 53 | 24,0 | 56,5 | 0,0 | 60,7 | 8,6  | 0,8 | 0,9 | 2,3 | 3,1 | 1,9 | 12,7 |
| Наведите курсор мыши на аббревиатуры в заголовке таблицы, чтобы прочесть их расшифровку Статистика приведена с сайта basketball.realgm.com |                     |                               |    |    |      |      |     |      |      |     |     |     |     |     |      |